# Estadio Jorge Basadre
Het Estadio Jorge Basadre is een multifunctioneel stadion in Tacna, een stad in Peru. Tussen 1954 en 2004 werd heette dit stadion Estadio Modelo. Het stadion wordt vooral gebruikt voor voetbalwedstrijden, de voetbalclub Coronel Bolognesi maakt gebruik van dit stadion. In het stadion is plaats voor 19.850 toeschouwers. Het stadion is vernoemd naar Jorge Basadre Grohmann (1903–1980), een Peruviaanse historicus. In 1958 werd het stadion geopend.

## Internationale toernooien
Het stadion werd gerenoveerd in 2004 en kon daarna worden gebruikt voor wedstrijden op de Copa América 2004. Dat toernooi werd van 6 juli tot en met 25 juli in Peru gespeeld. In dit stadion waren 2 wedstrijden, een in de groepsfase van het toernooi en de kwartfinale tussen Paraguay en Uruguay (1–3).
| № | Datum        | Wedstrijd          | Uitslag | Toernooi                        | Toeschouwers |
| - | ------------ | ------------------ | ------- | ------------------------------- | ------------ |
| 1 | 14 juli 2004 | Costa Rica – Chili | 2 – 1   | Copa América 2004 – groepsfase  | 20.000       |
| 2 | 18 juli 2004 | Paraguay – Uruguay | 1 – 3   | Copa América 2004 – kwartfinale | 19.850       |

In 2011 werd het stadion weer gebruikt voor een internationaal toernooi. Dit keer het Zuid-Amerikaans kampioenschap voetbal onder 20 - 2011, dat van 	16 januari tot en met 12 februari in Peru werd gehouden. Er werden 8 groepswedstrijden gespeeld.

## Afbeeldingen

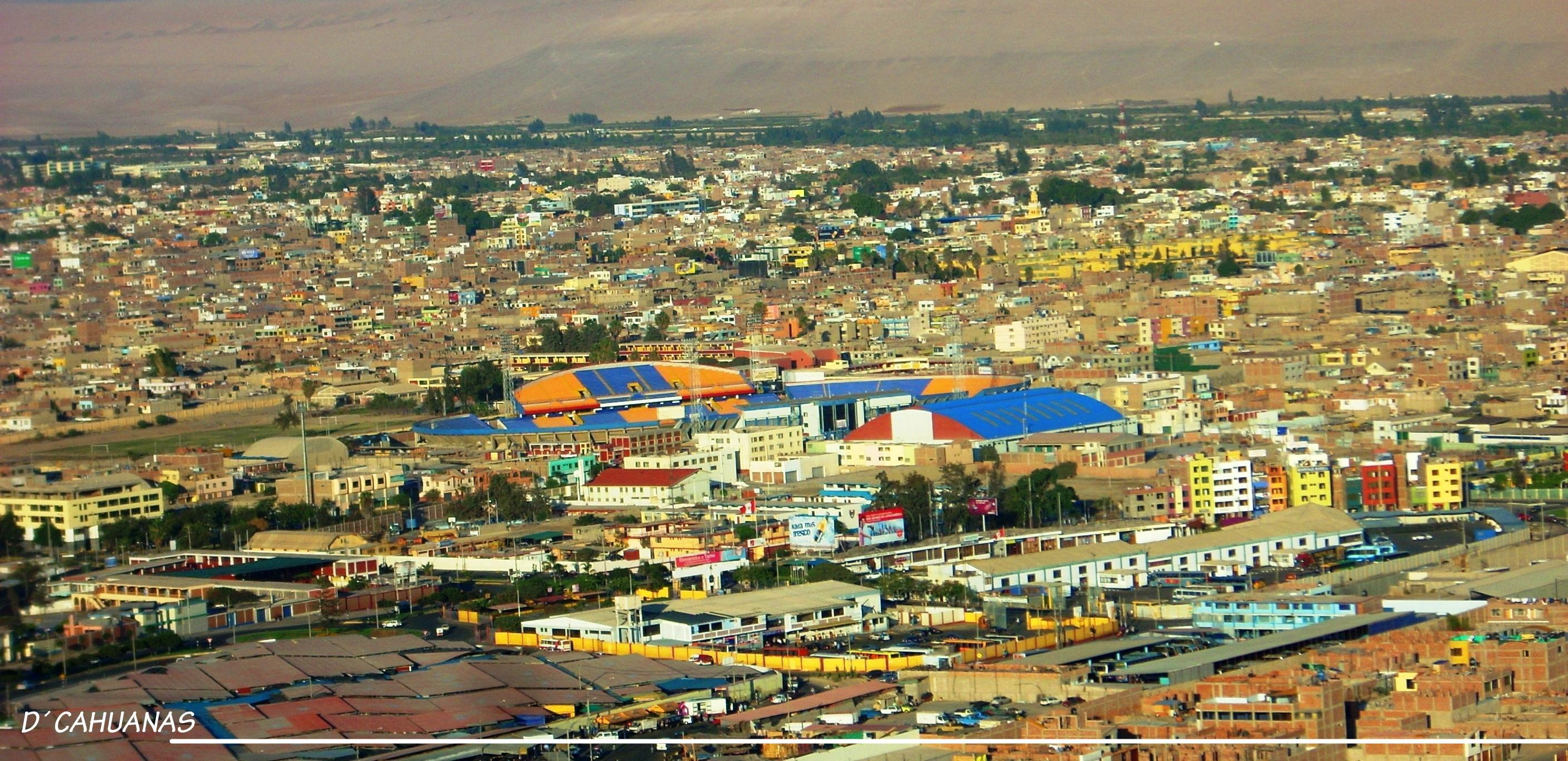
Het stadion gezien vanuit de lucht met de omgeving erbij.
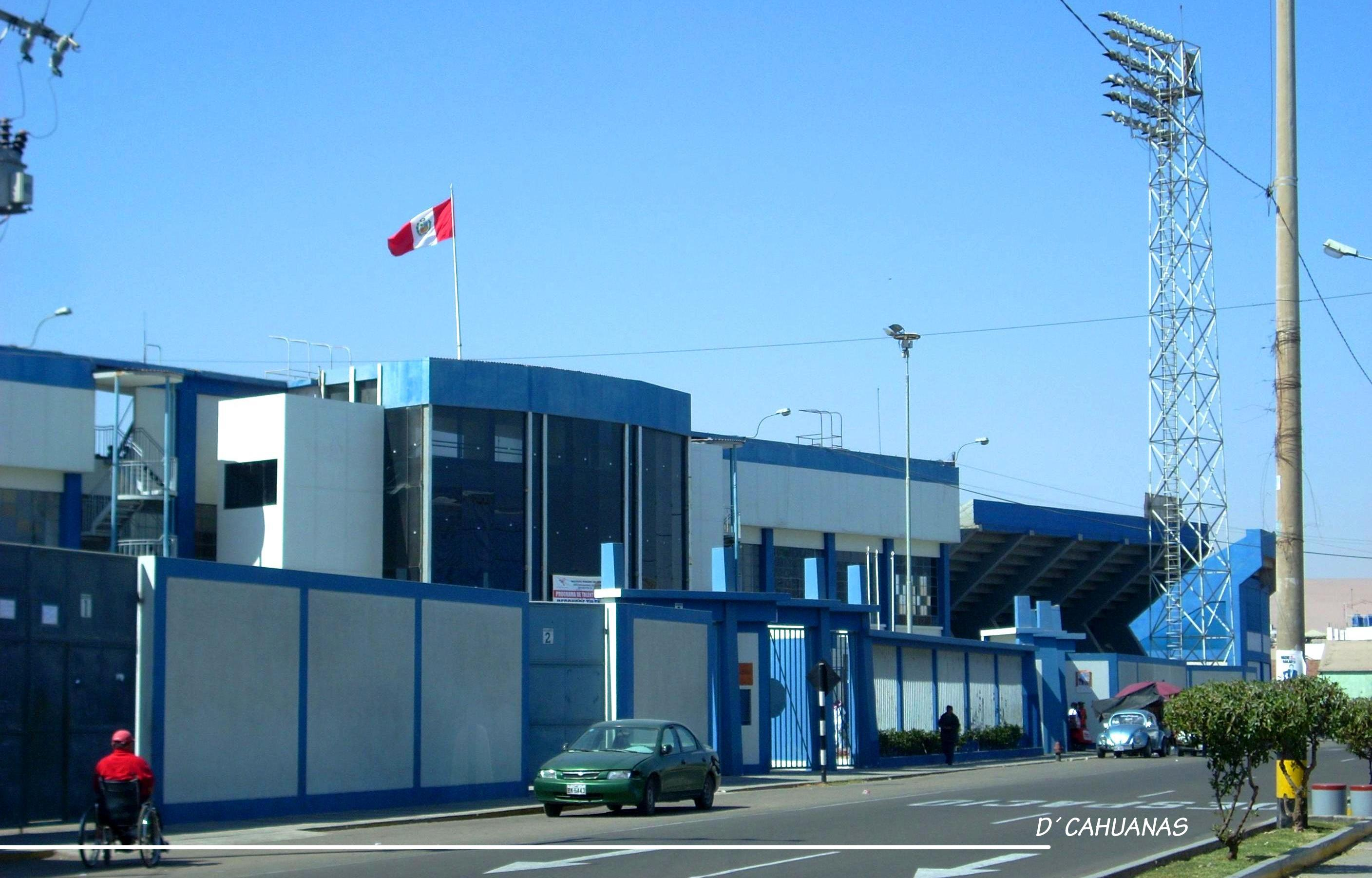
De stadion aan de buitenkant.